# Harplinge landskommun
Harplinge landskommun var en tidigare kommun i  Hallands län.

## Administrativ historik
När 1862 års kommunalförordningar började gälla inrättades över hela landet cirka 2 400 landskommuner, de flesta bestående av en socken. Därutöver fanns 89 städer och 8 köpingar, som då blev egna kommuner. Denna kommun bildades då i Harplinge socken i Halmstads härad i Halland.
Vid kommunreformen 1952 bildade Harplinge storkommun genom sammanläggning med den tidigare landskommunen Steninge.
År 1974 gick hela området upp i Halmstads kommun.
Kommunkoden 1952-1973 var 1311.

### Kyrklig tillhörighet
I kyrkligt hänseende tillhörde kommunen Harplinge församling. Den 1 januari 1952 tillkom Steninge församling.

## Kommunvapnet
Blasonering: I grönt en halmkärve av guld med ett från densamma uppskjutande ospänt armborst av silver och däröver en av vågskura bildad ginstam av silver.
Halmkärven var från mitten av 1500-talet brukad i Halmstads härads sigill. Ett armborst i kombination med halmkärven användes från 1920-talet av Harplinge hembygds- och fornminnesförening. Frågan om kommunvapen väcktes av kommunnämnden 1957, som uppdrog åt skulptören Erik Nilsson i Harplinge att ta fram ett förslag. Erik Nilsson förslag föreställde Havets gyllene vågor, rågens silver och kornets guld avgränsat med en grön vall samt överst skogens träd i form av tre stiliserade granar. Riksarkivet godkände inte förslaget utan förordade i stället en variant baserad på Halmstads häradssigill. Ett nytt förslag lades fram, med armborstet, halmkärven och en vågskura som var tänkt att symbolisera kommunens läge vid havet lades fram för kommunalnämnden 20 december 1957 och godkändes då, det godkändes senare av Kunglig majestät.

## Geografi
Harplinge landskommun omfattade den 1 januari 1952 en areal av 79,88 km², varav 79,25 km² land.

### Tätorter i kommunen 1960
| Tätort         | Folkmängd |
| -------------- | --------- |
| Harplinge      | 635       |
| Gullbrandstorp | 315       |

Tätortsgraden i kommunen var den 1 november 1960 33,8 procent.

## Politik

### Mandatfördelning i valen 1938-1970
| 13 | 7 | 5 |

| 23 |

| 13 | 7 | 5 |

| 22 |

|  | 12 | 8 | 4 |

| 22 |

| 15 | 10 | 5 |

| 25 | 5 |

|  | 13 | 8 | 8 |

| 26 |

|  | 12 | 9 | 8 |

| 27 |

| 13 | 11 | 6 |

| 25 | 5 |

| 12 | 12 | 6 |

| 24 | 6 |

| 12 | 12 | 2 | 4 |

| 25 | 5 |